# Albert Buck
Pour les articles homonymes, voir Buck.
Albert Buck (23 janvier 1895 à Stuttgart - 6 septembre 1942 à Novorossiisk en Russie) est un Generalmajor allemand qui a servi au sein de la Heer dans la Wehrmacht pendant la Seconde Guerre mondiale.
Il a été récipiendaire de la croix de chevalier de la croix de fer. Cette décoration est attribuée pour récompenser un acte d'une extrême bravoure sur le champ de bataille ou un commandement militaire avec succès.

## Biographie
Albert Buck s'engage le 1er octobre 1913 comme volontaire d'un an dans le 119e régiment de grenadiers (de) de l'armée wurtembergeoise à Stuttgart. 
Albert Buck est tué le 6 septembre 1942 près de Novorossiisk, en Russie quand sa voiture a été touchée par des grenades.

## Décorations
- Croix de fer (1914)
  - 2e classe
  - 1re classe
- Croix d'honneur
- Agrafe de la croix de fer (1939)
  - 2e classe (17 avril 1940)
  - 1re classe (1er août 1940)
- Médaille du Front de l'Est
- Croix allemande en or (13 septembre 1942)
- Croix de chevalier de la croix de fer
  - Croix de chevalier le 17 juillet 1941 en tant que Oberst et commandant du Grenadier-Regiment 305[1]
- Mentionné dans le bulletin quotidien radiophonique de l'Armée: le Wehrmachtbericht (5 juillet 1941)